# گموندن (ورا)
شهر گموندن در ایالت هسن در کشور آلمان واقع شده‌است.